# Gora Sarycheva
Gora Sarycheva (englische Transkription von russisch Гора Сарычева Gora Sarytschewa) ist ein Nunatak in den Prince Charles Mountains des ostantarktischen Mac-Robertson-Lands. Er ragt östlich des Mount McGregor im nördlichen Teil der Aramis Range auf.
Russische Wissenschaftler benannten ihn. Der Namensgeber ist nicht überliefert. Ein möglicher Namensgeber ist der russische Hydrograph Gawriil Andrejewitsch Sarytschew (1763–1831).